# Flagge Ägyptens
Die Flagge Ägyptens wurde in ihrer heutigen Form zum ersten Mal am 4. Oktober 1984 gehisst.

## Aussehen und Bedeutung

Flagge Ägyptens mit farbigem Brustschild des Adlers

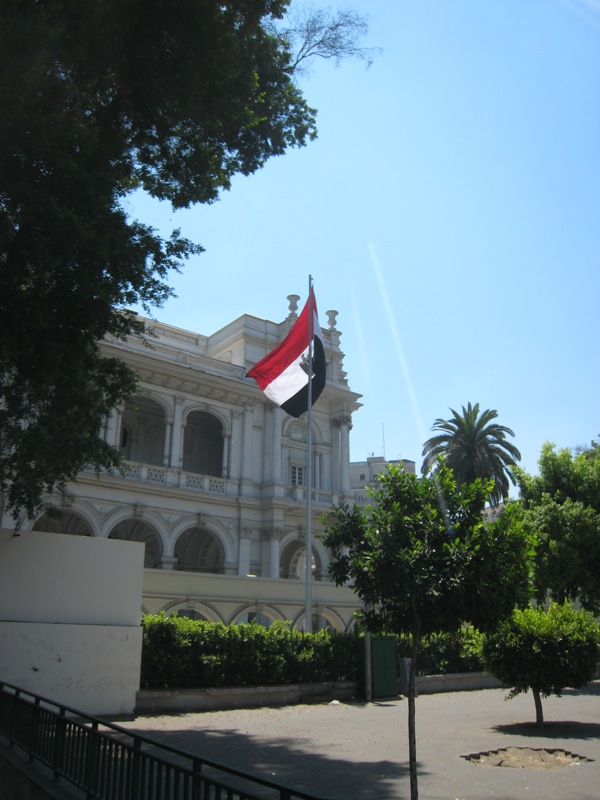
Flagge mit farbigen Brustschild in Kairo

Die Flagge zeigt drei waagerechte Streifen in Rot, Weiß und Schwarz mit dem goldenen Adler Saladins im Zentrum des weißen Streifens.
Sie geht auf die nach Abschaffung der Monarchie 1952 eingeführte Arabische Befreiungsflagge zurück, deren Farben folgendes bedeuten:
- Rot symbolisiert die Revolution in Ägypten. Die Farbe steht an erster Stelle, um zu dokumentieren, dass die Revolution erst dem Land „das Leben einhauchte“.
- Weiß steht für seine strahlende Zukunft
- Schwarz erinnert an die dunklen Tage der Vergangenheit vor der Revolution

Das Staatsemblem Ägyptens, der Adler Saladins im weißen Streifen der Flagge, trägt ein Schriftband mit dem Landesnamen: Dschumhūriyat Misr al-ʿarabiya / جمهورية مصر العربية / ‚Arabische Republik Ägypten‘. Sein Wappenschild mit drei senkrechten Streifen kann sowohl gold-weiß-gold, als auch rot-weiß-schwarz sein.
Inoffiziell, vor allem seitens ägyptischer Nationalisten, wird die Flagge auch wie folgt gedeutet:
- Rot symbolisiert die Wüste Ägyptens
- Weiß war die Farbe der Pharaonen
- Schwarz repräsentiert die fruchtbare Erde des Niltals und die Menschen

## Geschichte
Obwohl 1517 ägyptische Mamluken von den Osmanen unterworfen wurden, beherrschten sie Ägypten weiter bis zur Schlacht bei den Pyramiden. Historische Flaggenbücher zeigen deshalb für das Gebiet Ägyptens eine grün-gelb-grüne Streifenflagge, die den Mamluken zugesprochen wird.
Ägypten führte bis ins 19. Jahrhundert als Teil osmanischer Fremdherrschaft die Flagge des Osmanischen Reiches: ein weißer Halbmond mit Stern auf rotem Tuch; häufig war auch der Gebrauch einer schlicht roten Flagge.
Nach der Ägyptischen Expedition Napoleons und dem Abzug der letzten französischen Truppen 1801 brachen in Ägypten heftige Machtkämpfe aus, aus der 1805 Muhammad Ali Pascha als Vizekönig von Ägypten hervorging. Möglicherweise führte Muhammad Ali Pascha ab 1826 zur Unterscheidung eine Version mit einem sechszackigen Stern ein.
Als persönliche Standarte führte Muhammad Ali Pascha und seine Nachfolger, mit dem Herrschertitel Khedive, eine rote Flagge mit drei Halbmonden und drei fünfzackigen Sternen. Sie symbolisieren möglicherweise die Siege seiner Armee in den drei Kontinenten Europa, Asien, Afrika, oder seine Herrschaft über Ägypten, den Sudan und Nubien.
Der Sturz des damals regierenden Khediven durch die nationale Urabi-Bewegung führte 1882 zur britischen Intervention. Formell noch zum Osmanischen Reich gehörend, übernahm Großbritannien die Kontrolle über das Land. Mit dem Ausbruch des Ersten Weltkriegs erklärte Großbritannien Ägypten offiziell zu seinem Protektorat, womit die letzten formalen Beziehungen zum Osmanischen Reich aufgehoben wurden. Die Absetzung des regierenden Khediven führte zu einer Umwandlung der Khediven-Flagge zur ersten echten ägyptischen Nationalflagge.

Flagge der Mamluken nach einem historischen Flaggenbuch
Persönliche Standarte Muhammad Ali Paschas; von 1914 bis 1923 Nationalflagge Ägyptens

Zugleich forderten nationale Parteien zunehmend die Unabhängigkeit Ägyptens, die 1919 mit einer Revolution ihren Höhepunkt fand. Während die Nationalisten rote Flaggen mit weißen Halbmonden und Sternen trugen, um ihren Protest gegen die britische Herrschaft auszudrücken, tauchte 1919 eine grüne Fahne mit Halbmond und Kreuz auf, die eine weitere Gruppe symbolisch vertrat. Diese Fahne symbolisierte, dass sowohl Muslime als auch koptische Christen die Unabhängigkeitsbestrebungen unterstützten.
Die Unruhen wurden niedergeschlagen, doch fortwährende Agitation führte 1922 zur Beendigung des britischen Protektorats und zur Bildung des Königreichs Ägypten. Die aus den Wahlen im September 1923 als Sieger hervorgegangene nationalistische Wafd-Partei wählte nach ihrem Sieg eine neue Nationalflagge, die auf der Revolutionsfahne basierte. Anstelle des Kreuzes sind drei weiße Sterne, die für Muslime, Christen und Juden stehen, von dem Halbmond umschlossen. Die Farbe Grün steht für die nationale Bewegung, den Haddschi, und spielt zudem auf die Fruchtbarkeit des Nildeltas an. Am 10. Dezember 1923 wurde diese Flagge offiziell angenommen.

Revolutionsfahne von 1919
Königreich Ägypten, Flagge von 1922 bis 1958
Seekriegsflagge, 1922 bis 1952
Flagge der Luftwaffe, 1922 bis 1953
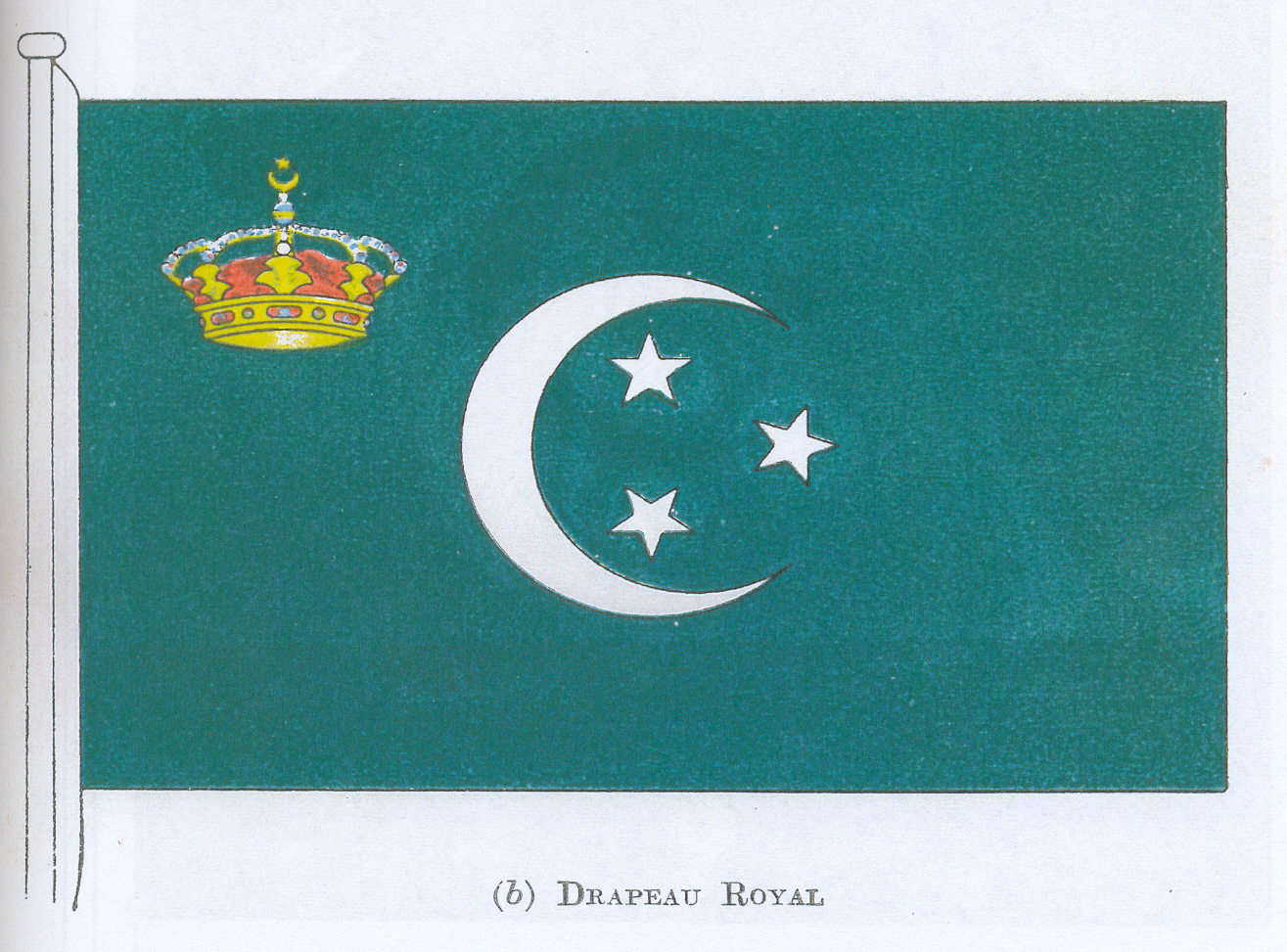
Königsstandarte an Land, 1922 bis 1953
Königsstandarte zur See, 1922 bis 1953
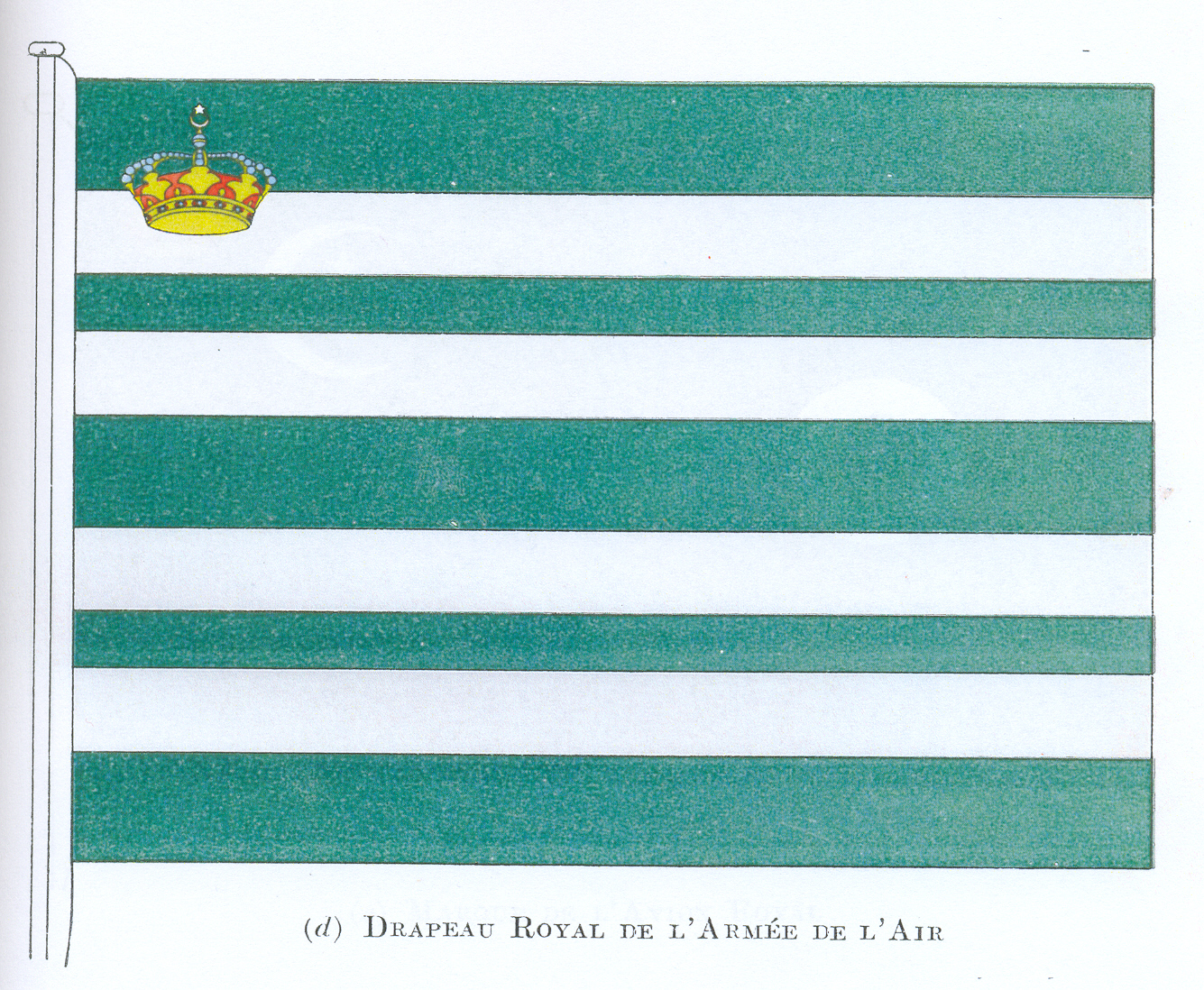
Königsstandarte für Flugzeuge, 1922 bis 1953
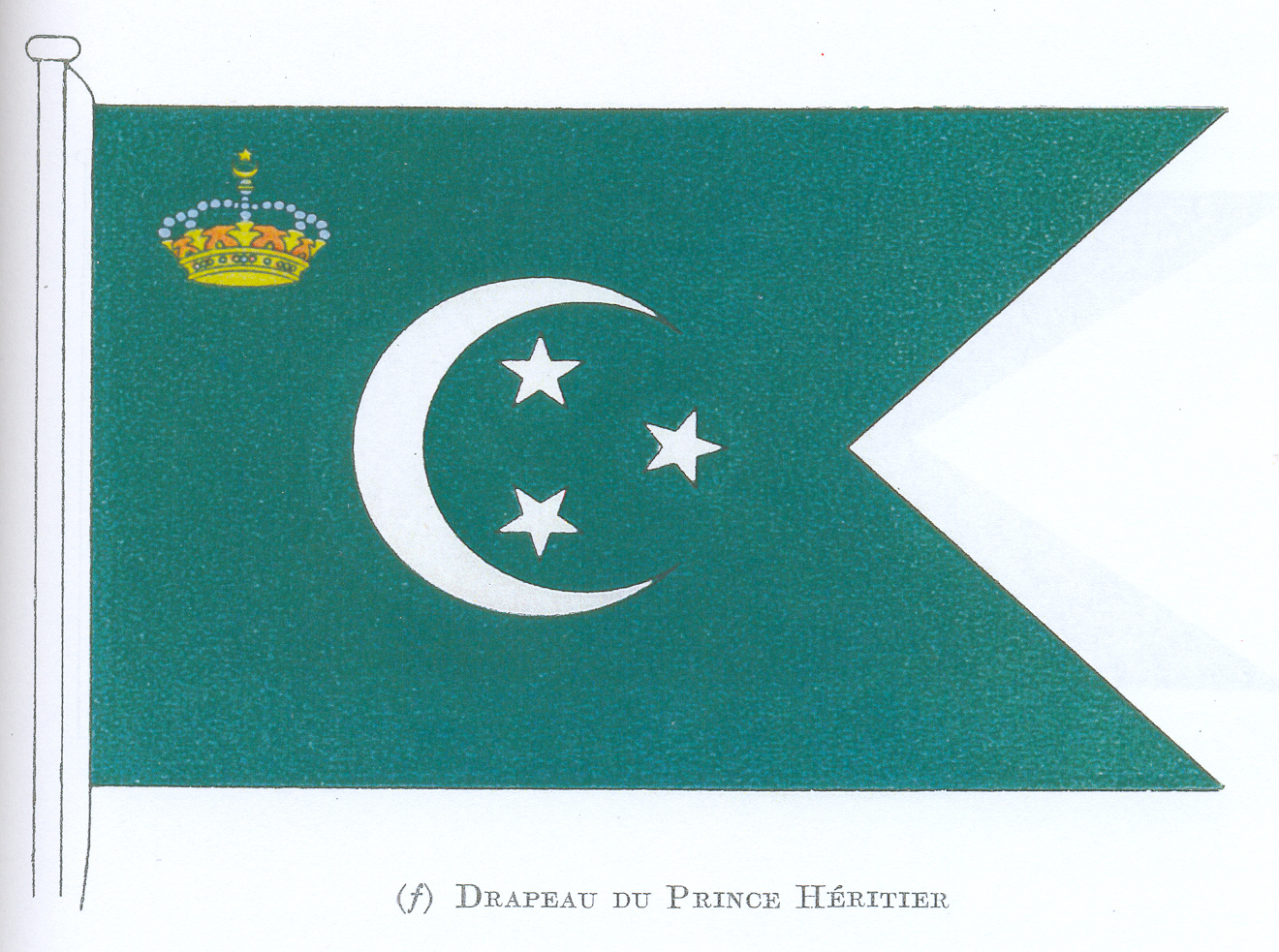
Standarte des Kronprinzen an Land, 1922 bis 1953
Standarte des Kronprinzen zur See, 1922 bis 1953
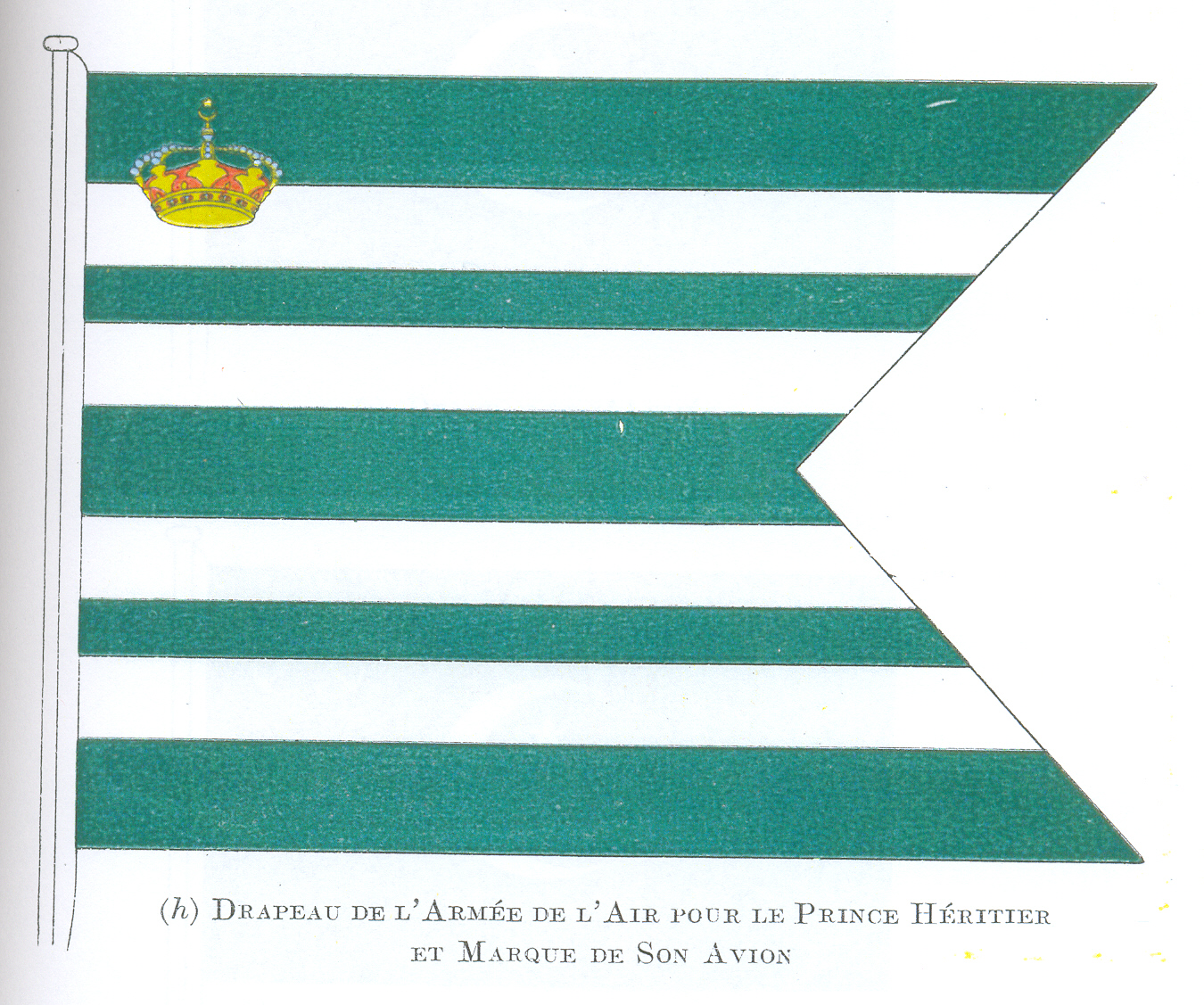
Standarte des Kronprinzen für Flugzeuge, 1922 bis 1953

Die ägyptische Revolution von 1952 führte zum Sturz der Monarchie. Die Revolution wurde mit der arabischen Befreiungsflagge, einer in den panarabische Farben Rot-Weiß-Schwarz gestreiften Trikolore, ausgedrückt. Diese Befreiungsflagge enthielt oft den Adler Saladins in dessen Brustschild der Halbmond und die drei Sterne der Nationalflagge dargestellt waren.
Nationalflagge und Befreiungsflagge koexistierten nebeneinander, wobei die alten Symbole der Nationalflagge immer mehr verdrängt wurden.
Mit dem Zusammenschluss von Ägypten und Syrien zur Vereinigten Arabischen Republik im Jahre 1958 endete der Gebrauch der Halbmondflagge. Die neue Nationalflagge, welche auf der Befreiungsflagge basierte und zwei grüne Sterne enthielt, wurde schließlich am 8. April 1958 offiziell angenommen. Die zwei fünfzackigen Sterne standen für Ägypten und Syrien, zudem trat durch das grün die vierte panarabische Farbe hinzu. Obwohl dieses Staatenbündnis (dem später noch Jemen beitrat) bereits 1961 zerbrach, hielt die ägyptische Regierung am Einheitsgedanken der arabischen Staaten fest und behielt die Flagge offiziell bis 1. Januar 1972. An diesem Tag wurde sie durch die gemeinsame Flagge der Föderation Arabischer Republiken, eines weiteren arabischen Staatenbündnisses zwischen Ägypten, Syrien und Libyen, angenommen. Die beiden Sterne wurden durch den goldenen Falken der Koreischiten ersetzt. Obwohl dieses Bündnis nicht lange währte, hielt Ägypten bis 1984 an dieser Flagge fest, bis sie durch die heutige Version ersetzt wurde. Die Flagge der ehemaligen Vereinigten Arabischen Republik ist seit 1982 wieder die Flagge Syriens.

Revolutionsflagge von 1952 (Variante)[6]
2:3  Flagge der Vereinigten Arabischen Republik von 1958 bis 1972, ab 1961 nur noch in Ägypten, von 1982 bis 2024 wieder Flagge Syriens
2:3  Flagge der Föderation Arabischer Republiken von 1972 bis 1984

## Weitere Flaggen Ägyptens
Die Gouvernements Ägyptens verfügen über eigene Flaggen.

Flagge des Präsidenten
Seekriegsflagge
Kriegsflagge zu Land
Flagge der ägyptischen Luftwaffe